# 広上王
広上王（ひろかみおう、生没年不詳）は、奈良時代の皇族。官位は従五位上・鍛冶正。

## 経歴
神護景雲4年（770年）の普光寺牒に、広上王が平城京の左京二条七坊に所在した東大寺所領地の南に、土地を持っていた、という記録がある。
従五位下に叙爵後、光仁朝の宝亀5年（774年）斎宮長官に任官する。
桓武朝の延暦5年（786年）内礼正に任じられる。延暦8年（789年）の皇太后・高野新笠、および翌延暦9年（790年）の皇后・藤原乙牟漏の葬儀に際して、御葬司を務めた。のち、従五位上に昇叙され、延暦10年（791年）鍛冶正に補せられている。

## 官歴
注記のないものは『六国史』による。
- 時期不詳：従五位下
- 宝亀5年（774年） 8月15日：斎宮長官
- 延暦5年（786年） 10月8日：内礼正
- 延暦8年（789年） 12月29日：御葬司（皇太后・高野新笠葬儀）
- 延暦9年（790年） 閏3月11日：御葬司（皇后・藤原乙牟漏葬儀）
- 時期不詳：従五位上
- 延暦10年（791年） 3月21日：鍛冶正